# Нимфей (Крым)

Нимфей и другие греческие колонии на северном побережье Чёрного моря.

Нимфе́й (Нимфейон) (др.-греч. Νυμφαι̃ον — святилище нимф) — древнегреческий город, находившийся на западном берегу Керченского пролива, у современного поселка Эльтиген (Героевское) в 17 км к югу от Керчи. Объект культурного наследия федерального значения.

## История
Нимфей был основан около 570-х — 560-х годов до н. э. (VI в. до н. э.) Был ли Нимфей основан как независимый полис или же как выселок колонистов Пантикапея, неизвестно.
В первой половине VΙ века до н. э. в Нимфее возводится святилище, посвящённое Деметре (оно просуществовало до V в. до н. э.). В V в. до н. э. в городе ведётся активное жилищное строительство. В 438/437 году до н. э. город входил в состав Делосского морского союза, возглавляемого Афинами, и платил Афинам форос размером в талант. По сведениям Эсхина, в городе присутствовал афинский гарнизон.
Нимфей, располагавшийся в 17 км к югу от Пантикапея, после морского сражения при Эгоспотамах (405 год до н. э.) и краха Делосского союза был передан её гармостом Гелоном, дедом Демосфена, в руки боспорского царя Сатира Ι, в результате чего Гелон был отозван в Афины из-за поданной против него исангелии и подвергся судебному преследованию, однако не дождавшись решения суда, он бежал на Боспор, где и получил от Сатира в дар «область под названием Кепы».
В начале ΙV века до н. э. город был обнесён крепостными стенами и вскоре после этого подвергся разрушению, причина которого точно не известна. Возможно, Нимфей был разрушен во время одной из боспоро-гераклейских войн, происходившей между 353 и 347 гг. до н. э., однако город был вскоре восстановлен.
После завоеваний Александра Македонского Боспорское царство теряет позицию одного из основных поставщиков зерна в Афины из-за поступления туда более дешёвого египетского хлеба, в результате происходит переориентация хозяйства боспорских городов на виноделие. В Нимфее на верхней террасе в середине III века до н. э. сооружаются крупные винодельческие комплексы, рассчитанные на товарное производство вина. В I веке н. э. Страбон называл Нимфей «городом с прекрасной гаванью».
Нимфей был разрушен готами в III веке н. э.
С октября 2015 года археологический комплекс «Древний город Нимфей» является объектом культурного наследия федерального значения.

## Исследования
В 1866 году были найдены великолепные ювелирные украшения, что спровоцировало хищнические раскопки курганов местными жителями.
Первые археологические исследования Нимфея и его некрополя проводились в 1876—1880 годах Императорской археологической комиссией, были описаны и нанесены на план городище и курганы Нимфея. В 1950-е годы появилась публикация этих материалов Л. Ф. Силантьевой, в которой дана характеристика погребального обряда и находок из курганного и грунтового некрополей Нимфея. Описаны мужские захоронения с оружием, золотыми гривнами, чернолаковой керамикой в сопровождении конских погребений, что позволило говорить о наличии варварских элементов в погребальном обряде и взаимопроникновении элементов эллинской и варварской культур.
В 1938 году экспедицией Института истории материальной культуры АН СССР под руководством В. Ф. Гайдукевича на территории Нимфея были проведены разведочные работы, положившие начало планомерным археологическим исследованиям городища, некрополя и хоры. С 1939 по 1958 год по поручению Государственного Эрмитажа и Академии наук СССР археологическими работами по исследованию древнего города руководил Марк Матвеевич Худяк. В 1966 году работы на территории городища дополнились раскопками некрополя.

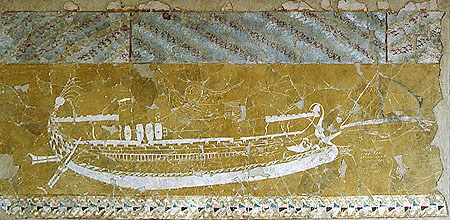
Изображение корабля на стене храма в Нимфее (III век до н. э.), Эрмитаж.